# Agencias de medios
Las agencias o centrales de medios son empresas que gestionan para sus clientes la planificación y la compra de espacios publicitarios en los distintos medios de comunicación. Hasta hace unos años, el departamento de medios se encontraba siempre dentro de la agencia de publicidad o la empresa anunciante (en el caso que ameritara). Hoy en día es común ver centrales independientes que sólo se dedican a la compra de medios.
Entre las funciones de una agencia de medios está el asegurarse de que el mensaje publicitario llegue a la audiencia adecuada, en el lugar y momento apropiados, y al menor coste posible para el anunciante. La compra de grandes volúmenes permite a las agencias tener un mejor poder de negociación para conseguir mejores costes.
Los medios se comercializan de la siguiente forma:
- Televisión: Se compran segundos.
- Prensa: Se compran columnas por centímetros.
- Revistas: Se compran páginas o porciones de las mismas.
- Radio: Aquí se pueden comprar espacios (cuñas), contratar "chivos" y patrocinar programas.
- Exterior: Se compran circuitos, es decir, conjuntos de soportes (kioscos, marquesinas, carteleras, lonas, vallas, mupis etc) distribuidos por las ciudades.
- Internet: Existen varias modalidades de compra, las más extendidas son:
  - Se compran impresiones (CPM), cada vez que algún internauta descarga y ve el anuncio.
  - Se compran clics (CPC), cada vez que algún internauta hace clic con el ratón sobre el anuncio.
  - Se compra a porcentaje (CPA), en este caso se busca la venta de un producto y el anunciante paga a la agencia una cantidad por cada venta del producto que se consiga de un internauta que llegó a través de la publicidad en línea.

En España más del 80% de la inversión publicitaria en medios está gestionada por 18 de las principales agencias de medios del país.
A nivel internacional, entre las agencias de medios más grandes se encuentran MediaCom, OMD, Carat, MEC, MindShare o ZenithOptimedia, las cuales forman parte de grandes holdings o grupos de comunicación como WPP Group, Omnicom Group, Dentsu Aegis Network o Publicis Groupe.